# Уваровит

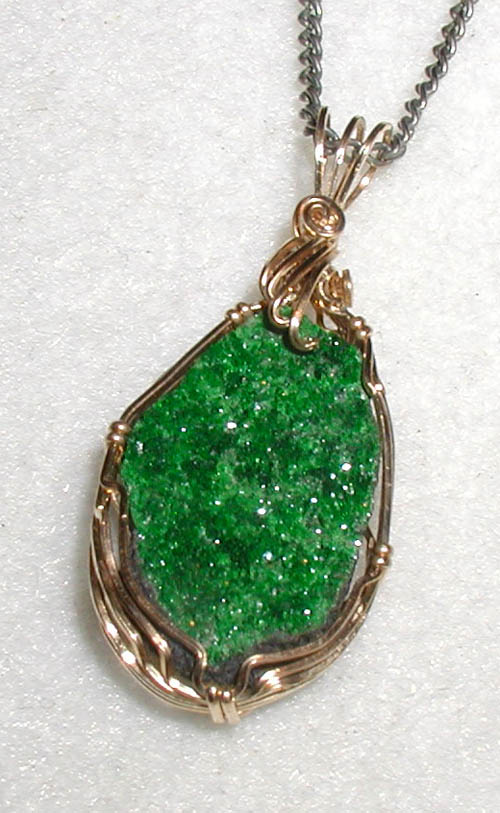
Кулон с уваровитом

Уварови́т — минерал, кальциево-хромовый силикат, разновидность граната изумрудно-зелёного цвета. Назван в честь одного из президентов Российской академии наук графа С. С. Уварова (1786—1855). Впервые описан в 1832 году академиком Г. И. Гессом.

## Свойства
Иногда этот минерал называют уральским изумрудом, поскольку изначально он был обнаружен на Урале и его окраска схожа с окраской изумруда. Яркий цвет уваровита, без сомнения, связан с присутствием хрома. В порошке он — белый. Прозрачный, полупрозрачный. Имеет стеклянный блеск. Крупные кристаллы редки, обычно образует мелкозернистые щётки и агрегаты с размером кристаллов не более 2—3 мм. Геометрическая форма кристаллов уваровита обычно ромбододекаэдр. На гранях часто наблюдается штриховка. Самые крупные кристаллы уваровита обнаружены в Финляндии. Спайность несовершенная. Твёрдость по шкале Мооса 7. Плотность 3,40—3,80 г/см3. Дисперсия 0,026. В УФ-лучах инертен. В отличие от родственных разновидностей гранатов, уваровит не плавится в пламени паяльной трубки. Не поддаётся действию кислот.

## Месторождения

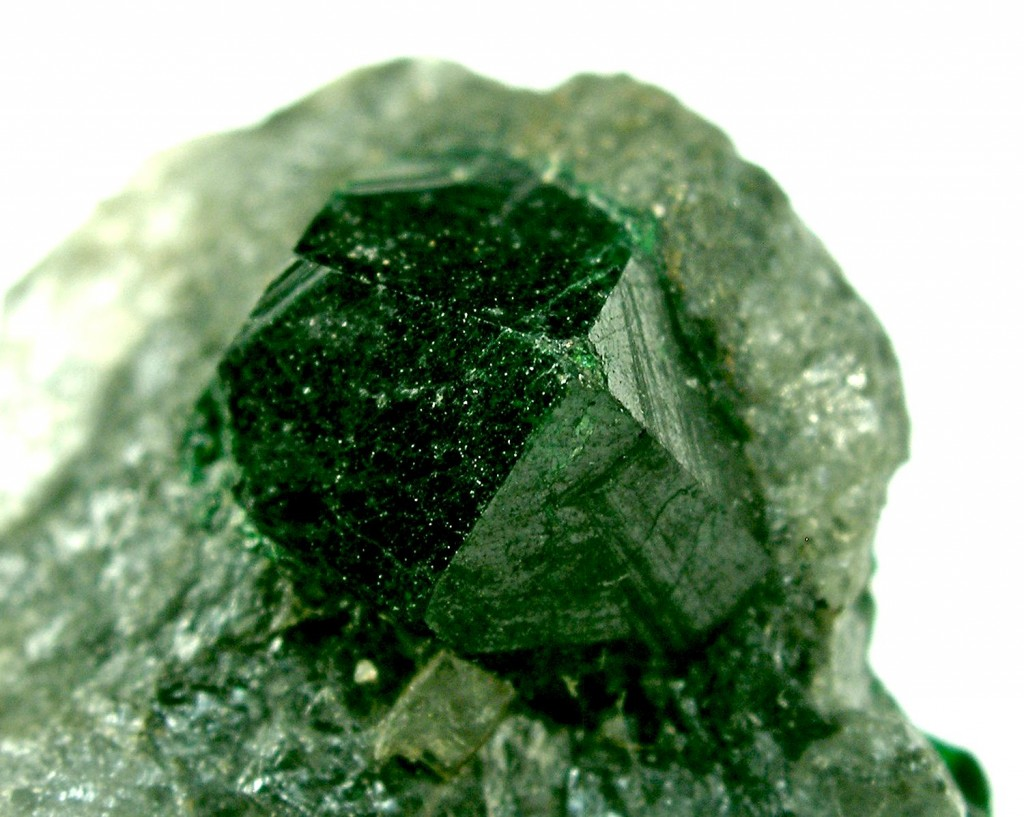
Крупный кристалл уваровита

Уваровит находят в ультраосновных породах — хромитах и хромовых хлоритах. Образуется в серпентинитах, в метаморфических породах, богатых железом и марганцем, в метаморфизованных известняках. Месторождения открыты в России (Урал, Сарановское месторождение Горнозаводского района Пермского края), Финляндии (Оутокумпу), Норвегии, Канаде (Квебек), США (шт. Орегон), ЮАР (Бушвельд), Турции (Кап-Дагляры). Встречается в Пиренеях, Гималаях, в Силезии, Италии (Валь-д’Аостра и Ломбардия).

## Применение
Применяется как ювелирный камень. Обычно вставляется в кольца, броши и браслеты в виде щёток. Для коллекционеров представляет исключительный интерес, так как его образцы очень красивы и относительно редки.